# 광동 살무사
"광동 살무사"(Kwandong Viper)는 한국에서 제작된 황정리 감독의 1983년 영화이다. 황정리 등이 주연으로 출연하였고 김원두 등이 제작에 참여하였다.

## 출연

### 주연
- 황정리
- 조인표
- 한희
- 권일수

## 기타
- 조명: 김동호
- 녹음: 손인호